# Morondo
Morondo ist eine Gemeinde (commune) in der Elfenbeinküste (Côte d'Ivoire), zur Region Worodougou und dem Département de Kani gehörend.
Eine Piste verbindet den Ort mit Boundiali im Norden und Kani im Süden, außerdem zweigt in Morondo eine Piste nach Nordwesten ab. Östlich des Ortes fließt der Fluss Marahoué, der hier seine Fließrichtung von Nord-Süd nach Nordwest-Südost verändert, was an der unterschiedlichen Durchlässigkeit des kristallinen Sockels liegt. Im Jahre 2006 bekam Morondo einen Krankenwagen.
Bürgermeister ist der parteilose Adama Koné (Stand 2001).
Der in Morondo geborene Yacouba Diarassouba vertritt den Wahlkreis im ivorischen Parlament.